# Anisodes jonaria
Anisodes jonaria är en fjärilsart som beskrevs av William Schaus 1901. Anisodes jonaria ingår i släktet Anisodes och familjen mätare. Inga underarter finns listade i Catalogue of Life.